# محسن کیایی
محسن کیایی (زاده ۶ شهریور ۱۳۶۰ در تهران) مجری، بازیگر و نویسنده اهل ایران است. وی برادر مصطفی کیایی، کارگردان سینما است. از کارهای وی می‌توان به دینامیت، لونه زنبور، بی گناه، مطرب، هتل و هم گناه اشاره کرد.

## فیلم‌شناسی

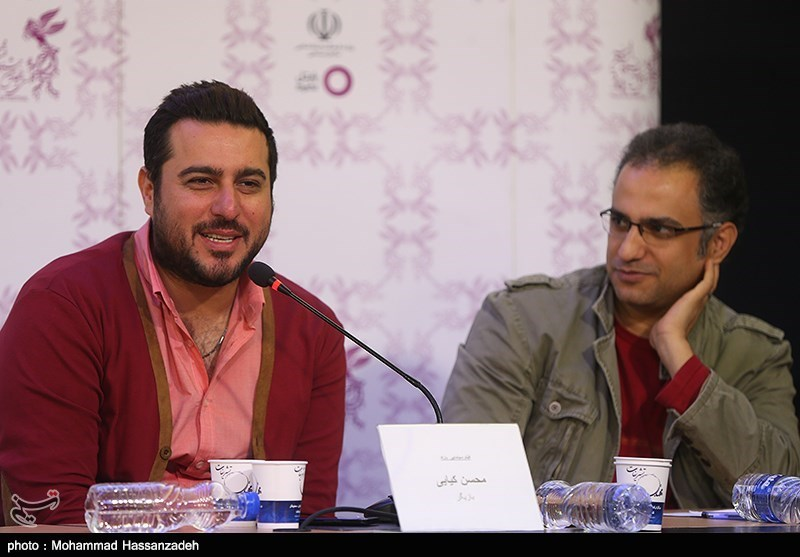
محسن کیایی در سی و چهارمین جشنواره فیلم فجر

### سینما
| سال  | نام فیلم             | کارگردان          |
| ---- | -------------------- | ----------------- |
| ۱۳۸۸ | بعد از ظهر سگی سگی   | مصطفی کیایی       |
| ۱۳۹۰ | ضد گلوله             | مصطفی کیایی       |
| ۱۳۹۲ | خط ویژه              | مصطفی کیایی       |
| ۱۳۹۳ | عصر یخبندان          | مصطفی کیایی       |
| ۱۳۹۴ | بارکد                | مصطفی کیایی       |
| ۱۳۹۴ | یک روز بخصوص         | همایون اسعدیان    |
| ۱۳۹۴ | نقطه کور             | مهدی گلستانه      |
| ۱۳۹۵ | سد معبر              | محسن قرایی        |
| ۱۳۹۵ | ایستگاه اتمسفر       | مهدی جعفری        |
| ۱۳۹۶ | آستیگمات             | مجیدرضا مصطفوی    |
| ۱۳۹۶ | در وجه حامل          | بهمن کامیار       |
| ۱۳۹۶ | لونه زنبور           | برزو نیک نژاد     |
| ۱۳۹۶ | چهارراه استانبول     | مصطفی کیایی       |
| ۱۳۹۶ | جشن دلتنگی           | پوریا آذربایجانی  |
| ۱۳۹۷ | دینامیت              | مسعود اطیابی      |
| ۱۳۹۷ | ماجرای نیمروز: ردخون | محمدحسین مهدویان  |
| ۱۳۹۷ | مطرب                 | مصطفی کیایی       |
| ۱۳۹۸ | تا ابد               | امید امین نگارشی  |
| ۱۳۹۸ | بی‌صدا حلزون          | بهرنگ دزفولی زاده |
| ۱۳۹۸ | روز بلوا             | بهروز شعیبی       |
| ۱۴۰۰ | نگهبان شب            | رضا میرکریمی      |
| ۱۴۰۲ | هتل                  | سید مسعود اطیابی  |
| ۱۴۰۲ | آغوش باز             | بهروز شعیبی       |
| ۱۴۰۲ | آریاشهر دو نفر       | حمید بهرامیان     |
| ۱۴۰۳ | کفایت مذاکرات        | سهیل موفق         |
| ۱۴۰۳ | بازی را بکش          | محمدابراهیم عزیزی |
| ۱۴۰۳ | ناجورها              | محمدحسین فرحبخش   |

### تلویزیون
| سال  | نام سریال/برنامه | کارگردان        |
| ---- | ---------------- | --------------- |
| ۱۳۹۰ | راه در رو        | سعید آقاخانی    |
| ۱۳۹۱ | مهمانان ویژه     | جواد رضویان     |
| ۱۳۹۳ | پرده نشین        | بهروز شعیبی     |
| ۱۳۹۴ | سر به راه        | سعید سلطانی     |
| ۱۳۹۵ | کشیک قلب         | حسین مهکام      |
| ۱۴۰۳ | هزار و یک        | فریدالدین نیکجو |

### نمایش خانگی
| سال  | نام سریال    | کارگردان      |
| ---- | ------------ | ------------- |
| ۱۳۹۷ | ساخت ایران ۲ | برزو نیک‌نژاد  |
| ۱۳۹۸ | هم گناه      | مصطفی کیایی   |
| ۱۴۰۱ | بی‌گناه       | مهران احمدی   |
| ۱۴۰۲ | صداتو        | حامد جوادزاده |
| ۱۴۰۳ | هزار و یک شب | مصطفی کیایی   |

### تئاتر
| سال  | نام                  | کارگردان   | تهیه‌کننده  | نویسنده                         | سمت    |
| ۱۳۸۲ | تپه بی ستاره         | آرش آدمی   |            | رضا سعیدی                       | بازیگر |
| ۱۳۹۴ | پپرونی برای دیکتاتور | خسرو احمدی | خسرو احمدی | ماتیو دولاپرت، الکساندر دولاپرت | بازیگر |
| ۱۳۹۶ | پپرونی برای دیکتاتور | علی احمدی  | خسرو احمدی | ماتیو دولاپرت، الکساندر دولاپرت | بازیگر |
| ---- | -------------------- | ---------- | ---------- | ------------------------------- | ------ |

### نویسنده
| سال  | نام          | کارگردان       | سمت                    | توضیحات      |
| ---- | ------------ | -------------- | ---------------------- | ------------ |
| ۱۳۹۱ | مهمانان ویژه | جواد رضویان    | نویسنده                | شبکه پنج     |
| ۱۳۹۳ | خوب بد زشت   | منوچهر هادی    | طراح فیلمنامه          | شبکه دو      |
| ۱۳۹۶ | لونه زنبور   | برزو نیک‌نژاد   | نویسنده                | فیلم سینمایی |
| ۱۳۹۸ | هم‌گناه       | مصطفی کیایی    | نویسنده                | نمایش خانگی  |
| ۱۴۰۱ | خوشنام       | علیرضا نجف‌زاده | نویسنده فیلمنامه اولیه | شبکه یک      |
| ۱۴۰۱ | بی‌گناه       | مهران احمدی    | سرپرست نویسندگان       | نمایش خانگی  |